# IC 63
IC 63 (Mgławica Gamma Cas) – słaba mgławica emisyjna oraz obszar H II znajdujący się w konstelacji Kasjopei w odległości około 600 lat świetlnych od Ziemi.

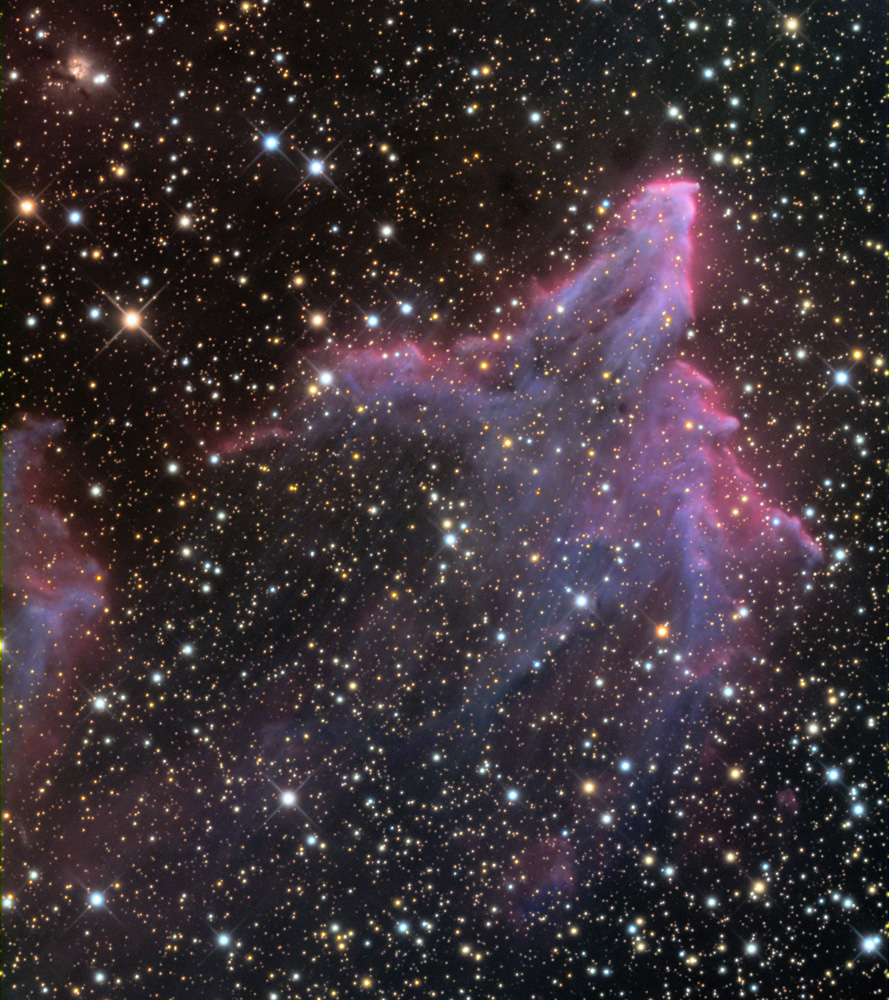
IC 63 (Mount Lemmon SkyCenter)

Mgławica została odkryta 30 grudnia 1893 roku przez Maxa Wolfa. Niektóre źródła podają, że odkrył ją 17 stycznia 1890 roku Isaac Roberts, który faktycznie sfotografował wówczas ten rejon nieba, jednak na wykonanym przez niego zdjęciu mgławica nie jest widoczna, co więcej, w żadnej z publikacji Robertsa nie ma wzmianki o tej mgławicy.
Mgławica IC 63 znajduje się w odległości zaledwie kilku lat świetlnych od gwiazdy Gamma Cassiopeiae, przez którą jest jonizowana. Wspólnie z mgławicą refleksyjną IC 59 tworzą obiekt skatalogowany w katalogu Sharplessa jako Sh2-185.